# Валкур
Валкур (на френски: Walcourt) е град в Южна Белгия, окръг Филипвил на провинция Намюр. Населението му е около 17 500 души (2006).

## Известни личности
Родени във Валкур
- Андре-Марсел Адамек (1946 – 2011), писател

Починали във Валкур
- Фридрих фон Заксен-Майнинген (1861 – 1914), германски генерал